# Ранинагар (подокруг)
Ранинагар (бенг. রাণীনগর, англ. Raninagar) — подокруг на северо-западе Бангладеш. Входит в состав округа Наогаон. Образован в 1916 году. Административный центр — город Ранинагар. Площадь подокруга — 258,33 км². По данным переписи 1991 года численность населения подокруга составляла 158 244 человека. Плотность населения равнялась 613 чел. на 1 км². Уровень грамотности населения составлял 27,9 %. Религиозный состав: мусульмане — 86,6 %, индуисты — 13 %, прочие — 0,4 %.